# Wydrne
Wydrne (dawniej również: Wydeme) – wieś w Polsce, położona w województwie podkarpackim, w powiecie bieszczadzkim, w gminie Czarna. Leży na trasie małej obwodnicy bieszczadzkiej 894 między Chrewtem a Polaną.

## Historia
Założona przed 1580 przez rodzinę Kmitów. Parafia greckokatolicka znajdowała się w Polanie. W 1663 włączono wieś Wydrne w posiadanie rodu Boguskich.
W 1876 właścicielem właściciel posiadłości tabularnej Wydrne był Kajetan Dominikowski.
W 1890 znajdował się tu obszar dworski będący własnością Żyda Naftaliego Birnkrauta, wszystkie zabudowania z tamtego okresu uległy zniszczeniu.
W latach 1945–1951 znajdowała się w granicach ZSRR, w wyniku wysiedleń ludności ukraińskiej w głąb Ukrainy po II wojnie światowej została całkowicie opuszczona, po oddaniu miejscowości Polsce zasiedlona przez niewielu polskich osadników.

## Demografia
- 1785 – 115 grekokatolików, 10 rzymskich katolików, 6 żydów
- 1840 – 150 grekokatolików
- 1921 – 33 domy, 232 osoby (w tym: 187 grekokatolików, 33 rzymskich katolików, 12 żydów; 52 osoby podały narodowość polską, a 180 rusińską)
- 1938 – 264 grekokatolików
- 2006 – 3 domy, 13 osób